# جرب الحيوانات

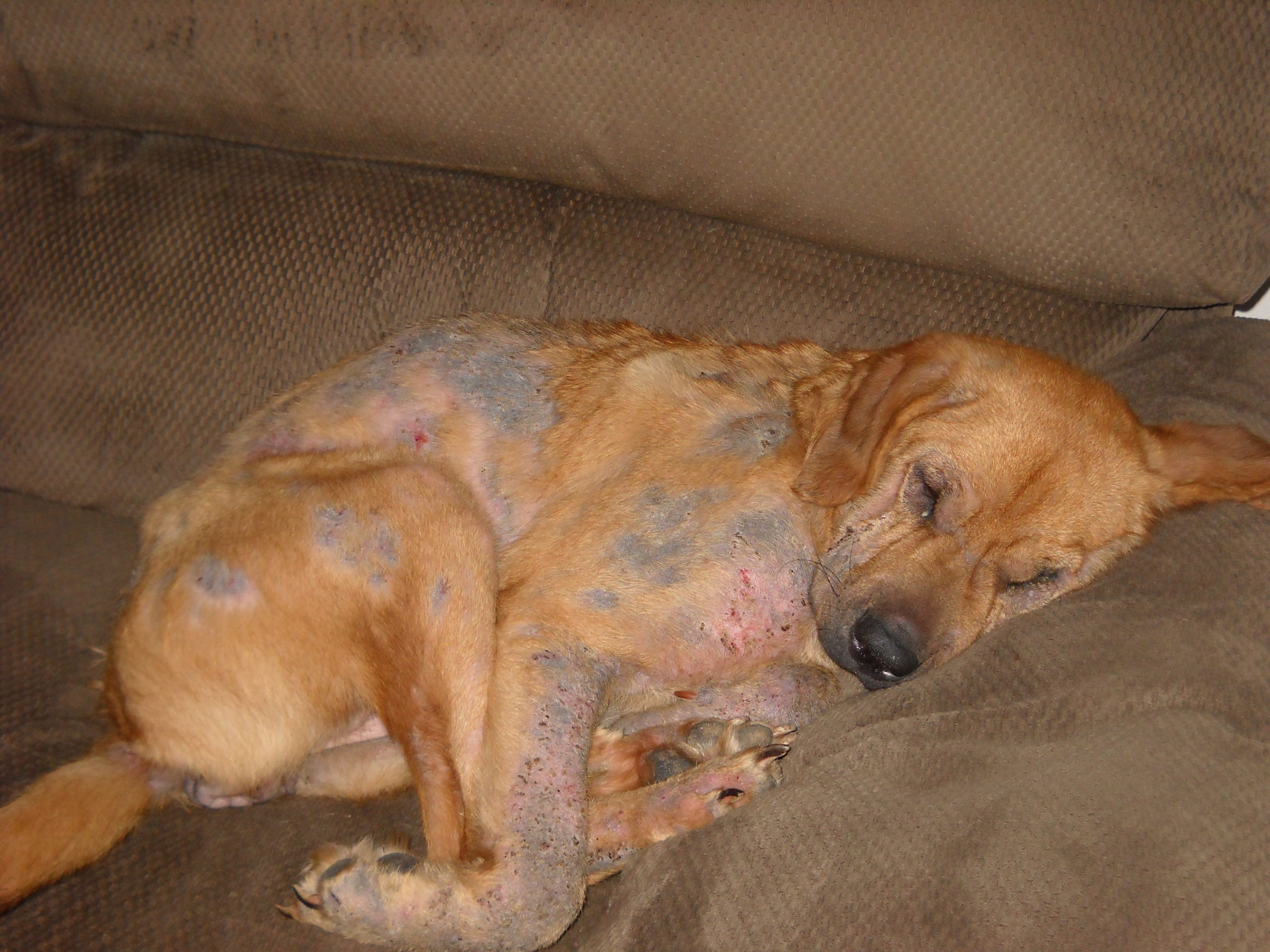
كلب منزلي يعاني من جرب

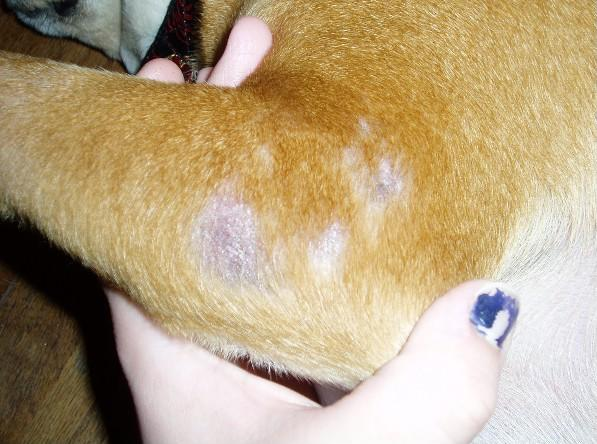
كلب مصاب بالجرب يعاني من تساقط الشعر في الاماكن المصابة

جرب الحيوانات  هو نوع من الأمراض الجلدية الذي يصيب الحيوانات بسبب نوع من أنواع القراديات الطفيلية التي تسبب الحكة وتدهوراً في حالة الغطاء الشعري للحيوانات. وهو يصيب الحيوانات المنزلية والحيوانات البرية مثل الدببة.
يمكن أن يعالج جرب الحيوانات باستخدام عقاقير أفيرميكتن (إيفيرمكتين، موكسيديكتين، سيلامكتين)؛ كما يمكن أن يستخدم فلورالانير للكلاب.

طفيليات العث التي تسبب الجرب في الثدييات تعيش إما في الجلد أو في بصيلات الشعر في الحيوان مثلا سفصيلة العث ساركوبتس تحفر في الجلد، بينما فصيلة ديموديكس تعيش في بصيلات الشعر.
في البشر، يُعرف هذان النوعان من عدوى العث، والتي قد تُعرف باسم «الجرب» في الثدييات ذات الفرو، على التوالي باسم الجرب وداء الديمودكس.

## التصنيف[4]

### جرب ديمودكس( السطحي)

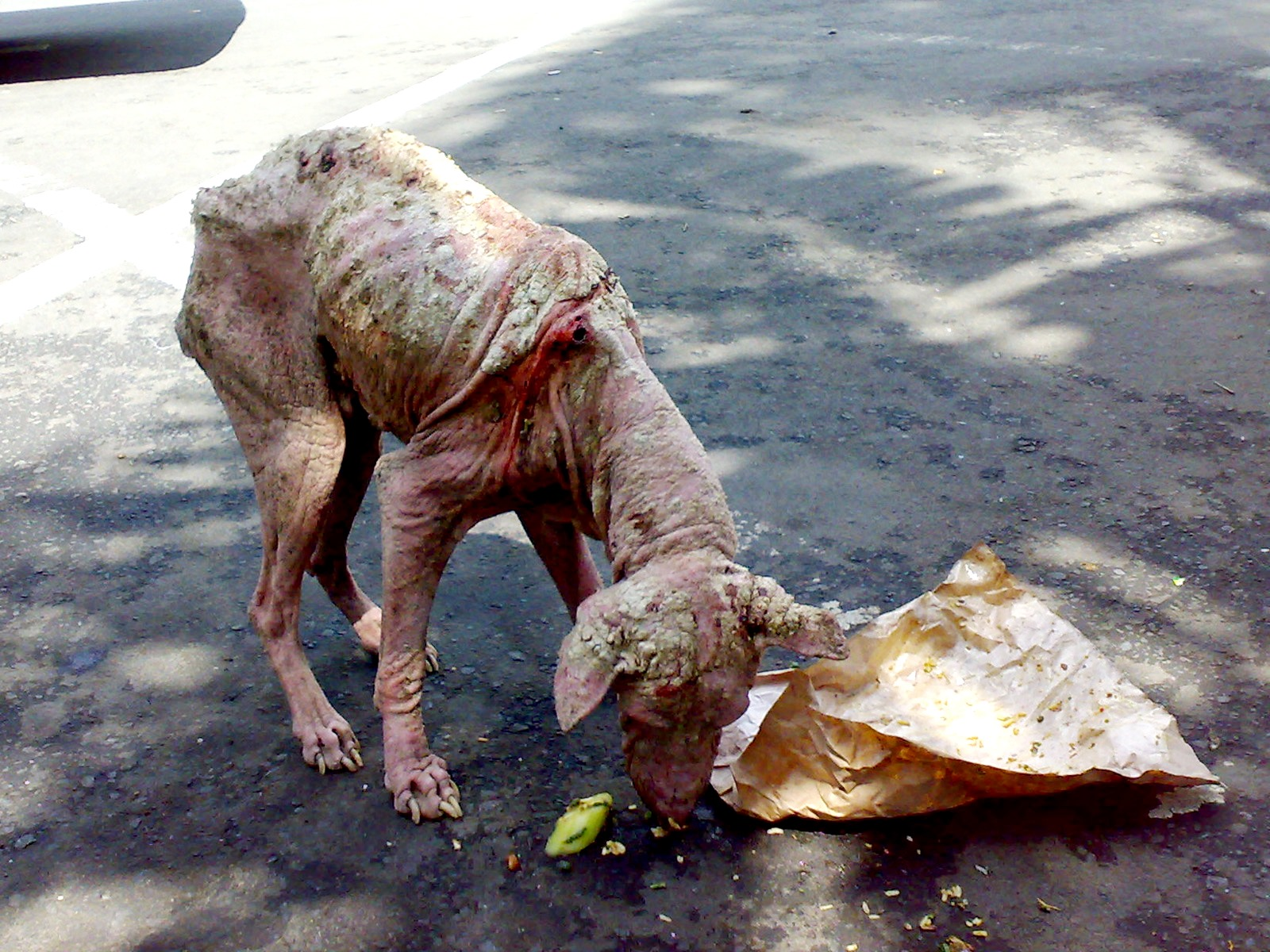
كلب مصاب بالجرب في أحد شوارع أندونيسيا

يُطلق عليه أيضًا داء الدويدي أو الجرب الأحمر، وينتج هذا النوع من الجرب عن الحساسية التي يولدها الجسم فصيلة تجاه فصيلة عث الديمودكس وتكاثرها على الجلد.
هناك نوعين شائعين من عث الجرب هذا وهو لا يعتبر مرض مشترك حيث لا يمكن انتقاله من فصيلة إلى أخرى. كل عائل أو حيوان ثدي له نوع خاص به من عث الديمودكس . على سبيل المثال، الكلاب تصاب ديمودكس كانس والقطط بديمودكس كاتي. يُعرف نوع يصيب البشر أيضا ولكنه غير شائع واسمه ديمودكس فوليكيورلم .

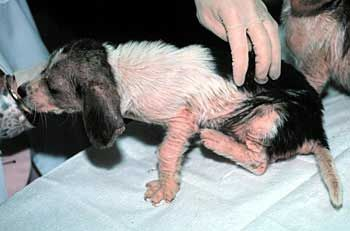
جرو مصاب بجرب الساركوبتس (الناخر)

### جرب ساركوبتك ( الثاقب)
االمعروف أيضًا باسم جرب الكلاب، هو انتشار شديد العدوى لـ Sarcoptes scabiei var. canis ، و هو عث ناخر للجلد. يمكن أن يصيب هذا العث القطط والخنازير والخيول والأغنام وأنواع أخرى مختلفة.
العث الناخرمن عائلة ساركوبتس يحفرون خلال الجلد، مما يسبب حكة شديدة تنتج رد فعل تحسسي لبراز العث، وتعمل القشور على إنتشار سريع للعدوى. غالبًا ما يظهر تساقط الشعر وتقشره أولاً على المرفقين والأذنين. يمكن أن يحدث تلف الجلد من خدش الكلب الشديد والعض وتكون عدوى الجلد الثانوية شائعة أيضًا. غالبًا ما تكون الكلاب المصابة بالجرب القارمي المزمن في حالة سيئة، وفي كل من الحيوانات والبشر، يؤدي تثبيط المناعة من الجوع أو أي مرض آخر إلى تطور هذا النوع من الجرب إلى شكل متقشر للغاية يكون فيه المرض مزمن ويعب شفاءه.

## التشخيص

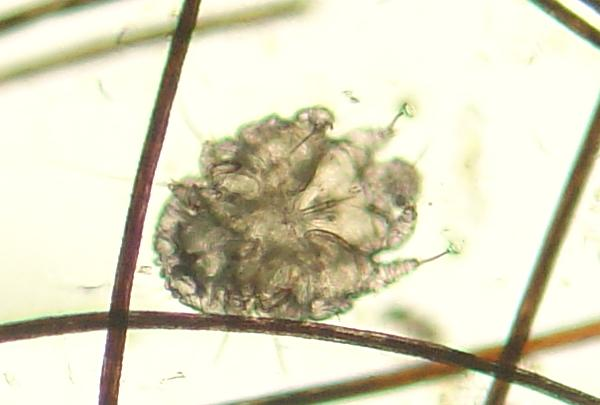
صورة مجهرية لعث الساركوبتس من كلب مصاب

يحاول الأطباء البيطريون عادةً تشخيص مسحات من الجلد ومن مناطق متعددة، والتي يتم فحصها بعد ذلك تحت المجهر بحثًا عن العث. قد يكون من الصعب إثبات وجود عث الساركوبتس، لأنه قد يكون موجودًا بأعداد منخفضة نسبيًا، ولأنه غالبًا ما يتم إزالته بواسطة الكلاب التي تمضغ نفسها. نتيجة لذلك، غالبًا ما يعتمد التشخيص في الجرب الثاقب اة القارص على الأعراض بدلاً من التأكيد الفعلي لوجود العث.

## العلاج[6]
- يتم عزل الكلاب المصابة في بعض الأحيان عن الكلاب الأخرى وفراشها، ويجب تنظيف الأماكن التي احتلوها جيدًا. يجب تقييم وعلاج الكلاب الأخرى التي تتلامس مع حالة تم تشخيصها. عدد من العلاجات الطفيلية مفيدة في علاج جرب الكلاب. شطف الجلد بال الجير الكبريتي (خليط من كبريتيد الكالسيوم) أسبوعيًا أو كل أسبوعين (يجب تخفيف الشكل المركز للاستخدام على النباتات كمبيد للفطريات بنسبة 1:16 أو 1:32 للاستخدام على جلد الحيوان).

- تم ترخيص عقار سيلامكتين لعلاج الكلاب بوصفة بيطرية في العديد من البلدان ؛ يتم تطبيقه كجرعة مباشرة على الجلد، مرة واحدة في الشهر. يعتبر دواء الإيفرمكتين ذو الصلة والأقدم فعالًا أيضًا ويمكن إعطاؤه عن طريق الفم لمدة 2 إلى 4 علاجات أسبوعية أو حتى يتم الحصول على كشطين سلبيين للجلد. الإيفرمكتين الفموي ليس آمنًا للاستخدام مع بعض الكلاب الراعية التي تشبه الكولي، وذلك بسبب طفرات MDR1 التي تزيد من سميته عن طريق السماح له بالدخول إلى الدماغ. تعتبر حقن الإيفرمكتين فعالة أيضًا ويتم إعطاؤها إما أسبوعيًا أو كل أسبوعين في جرعة واحدة إلى أربع جرعات، على الرغم من تطبيق نفس قيود MDR1 الخاصة بالكلاب.

- يمكن معالجة القطط المصابة بالفبرونيل والميلبيمايسين أوكسيم.